# Lambert Services
Lambert Services war ein britischer Hersteller von Automobilen.

## Unternehmensgeschichte
Das Unternehmen begann 1970 mit der Produktion von Automobilen und Kits. Der Markenname lautete Lambert. 1972 endete die Produktion. Insgesamt entstanden etwa drei Exemplare. Außerdem stellte das Unternehmen in dieser Zeit etwa 20 Fahrgestelle für die HSP Motor Company aus Bristol her, die Fahrzeuge als Opus anboten.

## Fahrzeuge
Im Angebot stand nur ein Modell. Es ähnelte dem Mini Moke. Die Basis bildete der Mini in der längeren Kombi-Ausführung. Die Karosserie bestand aus Aluminium.